# Косцюшко (гора)
Косцю́шко (Костю́шко) (пол. Kościuszko, англ. Mount Kosciuszko, местное произношение — Кози-оско (ˈkɔziˌɔskoʊ, МФА)) — высочайшая вершина Австралийского континента. Расположена на юге штата Новый Южный Уэльс, близ границы этого штата со штатом Виктория на территории одноимённого национального парка.

## Характеристики
Высота 2228 м. Открыта была в 1840 году.
Расположена в Австралийских Альпах.

## История открытия и название
Первым человеком, поднявшимся на вершину горы, был польский путешественник, географ и геолог Павел Эдмунд Стшелецкий, который дал горе название в честь военного и политического деятеля Тадеуша Костюшко.
Затем гора носила название Таунсенд, имя же «Косцюшко» принадлежало соседней вершине, считавшейся тогда самой высокой в Австралийских Альпах. После того как более поздние исследования установили, что Таунсенд всё же на 20 метров выше, из уважения к Павлу Эдмунду Стшелецкому земельный департамент Нового Южного Уэльса принял решение поменять названия двух гор местами, чтобы высочайшая всё равно называлась Костюшко.

## В литературе
Посещение горы Косцюшко и история её открытия описываются в одной из глав книги польского писателя Альфреда Шклярского «Томек в стране кенгуру».